# Pontogeneia ivanovi
Pontogeneia ivanovi is een vlokreeftensoort uit de familie van de Pontogeneiidae. De wetenschappelijke naam van de soort is voor het eerst geldig gepubliceerd in 1951 door Gurjanova.